# Slither (banda)
Slither  es una banda peruana de Heavy Metal formada en 2014 en Lima por Alex Bindels (Cantante,Compositor, Guitarrista), Luis Saenz (Guitarrista), Juan Antonio Chávez (Bajista) , Renzo Marin (Baterista).

## Historia
Formada por Alex Bindels en el 2014 bajo el nombre de Troublemakers, empezó a buscar miembros para la banda mientras componía las canciones, en noviembre del 2016 se uniría el (Guitarrista) Luis Saenz, tras el paso de los meses, fueron ensayando y trabajando en su escena, el 7 de mayo del 2017 sería su primer concierto acústico, tocando covers y This is War (primera vez tocada en público), después de un 1 año, anunciarían su primer EP llamado It's Your Turn To Be, el cual fue lanzado el 14 de julio en YouTube/Soundcloud y el 26 de julio en Spotify, Apple Music, entre otras, en noviembre del 2018, anunciarían su primer álbum llamado Madness On The Road, un álbum conceptual con 10 canciones, el cual será lanzado en enero de 2020
- Datos: Q114173154